# Bassin de Perth
Le bassin de Perth est un bassin sédimentaire épais et allongé situé en Australie occidentale. 

## Géographie
Il se situe sous la plaine côtière de Swan, à l'ouest de l'escarpement de Darling, représentant la limite occidentale du craton de Yilgarn, beaucoup plus ancien, et s'étend plus loin vers l'ouest au large. Des villes et villages tels que Perth, Busselton, Bunbury, Mandurah et Geraldton sont construits sur le bassin de Perth.

## Géologie
Le bassin de Perth a commencé à se former à la fin du Permien lors de la rupture du Gondwana, lorsque la plaque continentale australienne a commencé à s'éloigner des plaques continentales africaine et indienne.
Au cours du Permien, ce qui est aujourd'hui le bassin de Perth était la moitié orientale d'une vallée de rift qui s'est formée lorsque les plaques continentales se sont séparées. Cet écartement, qui s'est poursuivi jusqu'au Jurassique, a conduit à l'affaissement de la zone centrale sous forme de graben permettant à la mer de pénétrer et au dépôt ultérieur de sédiments marins transgressifs. L'architecture du bassin de Perth est dominée par des failles listriques et extensionnelles qui se sont formées pendant la sédimentation et ont contrôlé la distribution des sédiments.
Le mécanisme principal de la sédimentation était à l'origine un affaissement créant une accommodation (espace pour l'accumulation des sédiments), suivi d'une extension de faille et plus récemment d'un chargement de sédiments, c'est-à-dire que le bassin continuait de s'affaisser en raison du poids des sédiments qu'il contenait.
La limite orientale du bassin principal de Perth est la faille de Darling, exprimée topographiquement par l'escarpement de Darling. De petites zones isolées du bassin de Perth, comme le sous-bassin de Collie, se trouvent à l'est de la faille de Darling.